# Сусла (приток Порозовицы)

Сусла — река в России, протекает в Кирилловском районе Вологодской области. Устье реки находится в 7 км по левому берегу реки Порозовица. В 9 км от устья принимает слева реку Хмелёвка.

## География
Река Сусла вытекает из озера Сусельское, расположенного западнее деревни Марковская. Течёт на юг. Устье реки находится в 7 км по левому берегу реки Порозовица. Длина реки составляет 32 км, площадь водосборного бассейна 171 км².
На берегах реки в верхнем и среднем течении расположены деревни Николоторжского сельского поселения: Чеваксино, Коковановская, Истоминская, Тереховская (левый берег); Клеменево, Петровское, Подгорная, Татьянино (правый берег). В нижнем течении Сусла течёт по заболоченной ненаселённой лесной местности.

## Данные водного реестра
По данным государственного водного реестра России относится к Двинско-Печорскому бассейновому округу, водохозяйственный участок реки — озеро Кубенское и реки Сухона от истока до Кубенского гидроузла, речной подбассейн реки — Сухона. Речной бассейн реки — Северная Двина.
По данным геоинформационной системы водохозяйственного районирования территории РФ, подготовленной Федеральным агентством водных ресурсов:
- Код водного объекта в государственном водном реестре — 03020100112103000005146
- Код по гидрологической изученности (ГИ) — 103000514
- Код бассейна — 03.02.01.001
- Номер тома по ГИ — 03
- Выпуск по ГИ — 0